# Sur la Terre comme au ciel (film, 1992)
Pour le film de 2023, voir Sur la Terre comme au ciel (film, 2023).
Pour les articles homonymes, voir Sur la Terre comme au ciel.
Pour plus de détails, voir Fiche technique et Distribution.
Sur la Terre comme au ciel est un film franco-belge réalisé par Marion Hänsel et sorti en 1992.

## Synopsis
Une jeune et brillante journaliste de télévision est comblée: elle est enceinte. Mais elle ne sait pas que le fœtus a décidé de ne pas naitre pour ne pas perpétuer la lignée humaine, parce qu'il n'aime pas le monde tel qu'il est devenu. Elle en prend conscience, et tente d'avertir le corps médical, puis les médias.

## Fiche technique
- Titre anglophone : In Heaven as on Earth
- Réalisation : Marion Hänsel
- Scénario : Marion Hänsel  et Paul Le d'après une histoire de Jaco Van Dormael
- Production : Avanti Films S.A., Belgische Radio en Televisie (BRTN), Canal+
- Image : Josep M. Civit
- Musique : Takashi Kako
- Montage : Susana Rossberg
- Effets Spéciaux Animatronic : Jacques Gastineau ( Jack Moss )
- Durée : 80 minutes
- Dates de sortie : 
  - Canada : 11 septembre 1992 (Festival international du film de Toronto)
  - France : 18 novembre 1992

## Distribution
- Carmen Maura : Maria Garcia
- Jean-Pierre Cassel : le rédacteur en chef
- Didier Bezace : Tom
- Samuel Mussen : Jeremy
- André Delvaux : Le professeur
- Philippe Allard : Le jeune homme
- Daniela Bisconti : Laura
- Francine Bustin : La gynécologue
- André Debaar : L'invité gynécologue
- Denise de Hagen : La kinésithérapeute
- Serge Dumoulin : Henri
- Véronique Dumont : La jeune fille
- Pierre Laroche : Le gynécologue
- Hugues Lepaigne : Le présentateur
- Johan Leysen : Hans

## Critiques
Pour Luc Honoré, la voix du bébé rappelle celle qu'on entend dans Toto le héros de Jaco Van Dormael — qui a d'ailleurs travaillé sur le scénario — mais, pour lui, le film aurait gagné à être réduit à un court-métrage. Pour le New York Times, le film est un hybride de science-fiction et d'information médicale.